# Odontophorus
Odontophorus és un gènere d'ocells de la família dels odontofòrids (Odontophoridae). És el gènere amb més espècies, dins la seva família, i habiten principalment en zones de selva humida de l'àrea neotropical.

## Llista d'espècies
S'han descrit 15 espècies dins aquest gènere:
- Tocro frontnegre (Odontophorus atrifrons).
- Tocro de Ballivián (Odontophorus balliviani).
- Tocro fumat (Odontophorus capueira).
- Tocro de Veneçuela (Odontophorus columbianus).
- Tocro del Tacarcuna (Odontophorus dialeucos).
- Tocro front-roig (Odontophorus erythrops).
- Tocro comú (Odontophorus gujanensis).
- Tocro pigallat (Odontophorus guttatus).
- Tocro castany (Odontophorus hyperythrus).
- Tocro pitnegre (Odontophorus leucolaemus).
- Tocro dorsifosc (Odontophorus melanonotus).
- Tocro galtanegre (Odontophorus melanotis).
- Tocro pit-roig (Odontophorus speciosus).
- Tocro estelat (Odontophorus stellatus).
- Tocro de collar (Odontophorus strophium).